# Euro/dollaro
L'euro/dollaro indica il tasso di cambio
dell'euro espresso in dollari statunitensi,
ovvero il valore di un euro espresso in
dollari statunitensi (USD).
L'euro/dollaro è una coppia di valute,
che viene abitualmente scritta
EUR/USD, secondo la norma ISO 4217.
È lo strumento finanziario più trattato al
mondo. Il mercato sul quale si scambia
l'euro/dollaro è il Forex.

## Confusione da evitare
Non si deve in alcun caso confondere
questa espressione con eurodollaro, che
non ha niente a che vedere nemmeno
con l'euro. Questo termine, creato negli anni settanta, indica dei depositi in dollari detenuti al di fuori degli Stati Uniti e, per estensione, dei contratti futures sul tasso LIBOR USD..

## Cronistoria prima del 1999

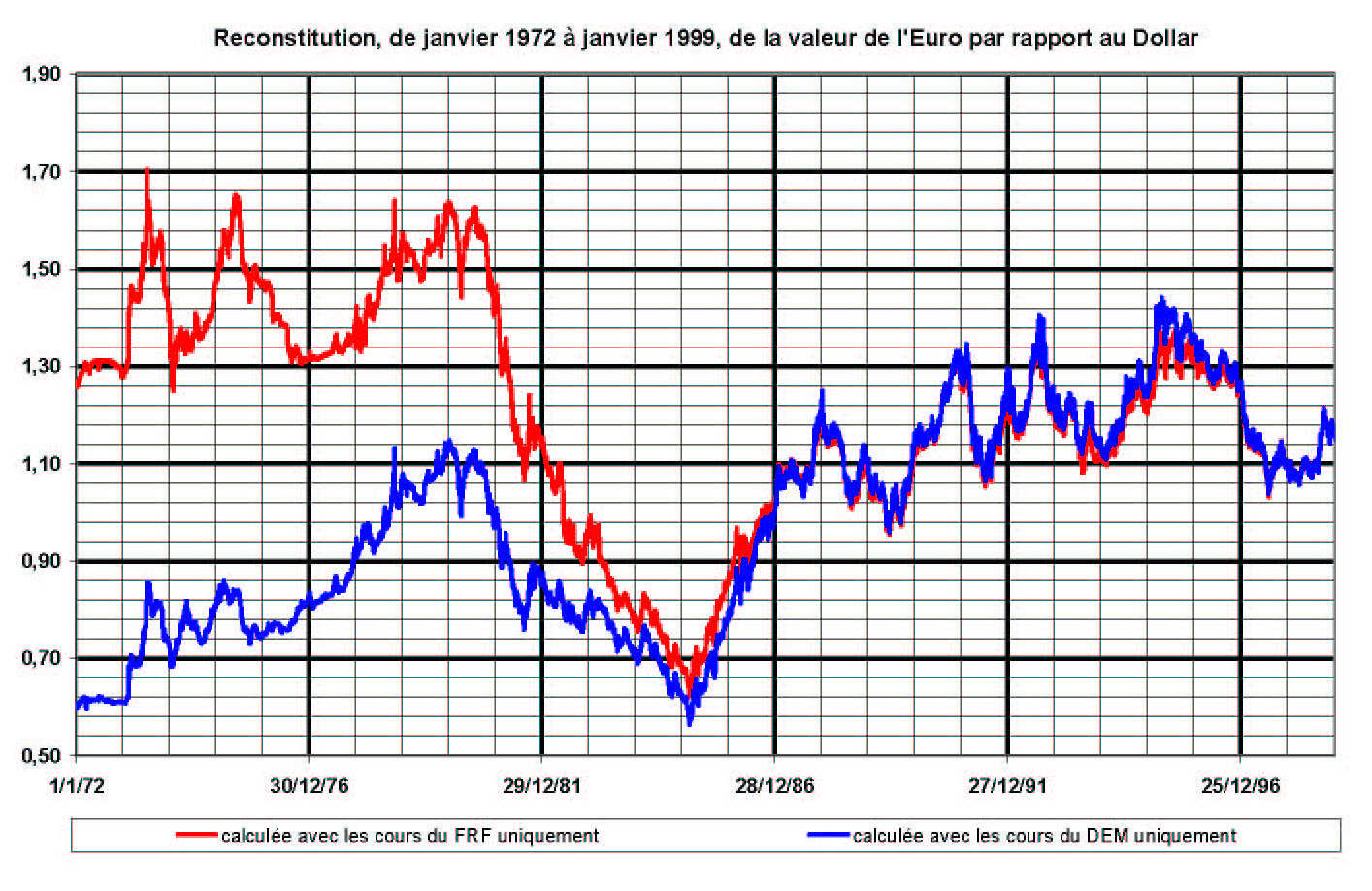
Ricostruzione del tasso di cambio euro-dollaro dal mese di gennaio 1972 al
gennaio 1999, a partire dai tassi di cambio del franco francese (FRF) o del marco tedesco (DEM). Linea rossa: ricostruzione del valore dell'euro rispetto al dollaro USA calcolata soltanto con il corso del FRF. Linea blu: ricostruzione del valore dell'euro rispetto al dollaro USA calcolata soltanto con il corso del DEM.

Nonostante l'euro sia stato il successore dell'ECU, le due valute sono molto diverse. In particolare, l'ECU, che era un paniere,
conteneva certe monete, come la sterlina britannica, che non sono state integrate
nell'euro. La coincidenza tra le due valute europee
è stata quindi limitata a un breve periodo,
durante le ore di chiusura dei mercati
tra la fine del 1998 e l'inizio del 1999.
Inoltre, se l'ECU esistesse ancora,
avrebbe adesso un valore totalmente
diverso da quello dell'euro.
Se si vuole ricostituire il valore che
avrebbe avuto l'euro rispetto al dollaro
prima della sua cristallizzazione il 31
dicembre 1998, occorre utilizzare i tassi di cambio rispetto al dollaro di una valuta
nazionale e applicare il suo tasso di
conversione in euro. Per esempio, si prenderà 6,55957 e lo si
dividerà per il valore del dollaro in franchi francesi. Il risultato del calcolo è raffigurato sul
grafico qui a lato per il franco francese
(in rosso) e per il marco tedesco (in blu)
per tutto il periodo che va
dall'introduzione del regime dei cambi
flessibili da parte di Richard Nixon a
quello dell'euro.
Durante i dieci anni precedenti la sua
introduzione, l'euro avrebbe così avuto
un valore medio dell'ordine di 1,1825
dollari USA calcolato sulla base del
franco francese e 1,20 dollari USA calcolato sulla base del marco tedesco.
Un altro metodo più preciso consiste nel
ricostituire il corso dell'euro prima del
1999 a partire dalle ponderazioni delle
valute che costituivano il paniere
dell'ECU, come avviene per esempio sul
sito FXTOP. Se si confrontano i tassi di cambio
dell'ECU nei confronti del dollaro USA
e i tassi di cambio dell'euro ricostituito
nei confronti del dollaro tra il 1990 e il
1999, si osserva solamente una differenza
di massimo 2,5%. Questa differenza è dovuta principalmente
alla sterlina britannica che faceva
parte del paniere dell'ECU, ma non
dell'euro.

## Cronistoria dal 1999
Quotazioni:
- 4 gennaio 1999: 1 EUR = 1,1680 USD
- 26 ottobre 2000: 1 EUR = 0,8252 USD

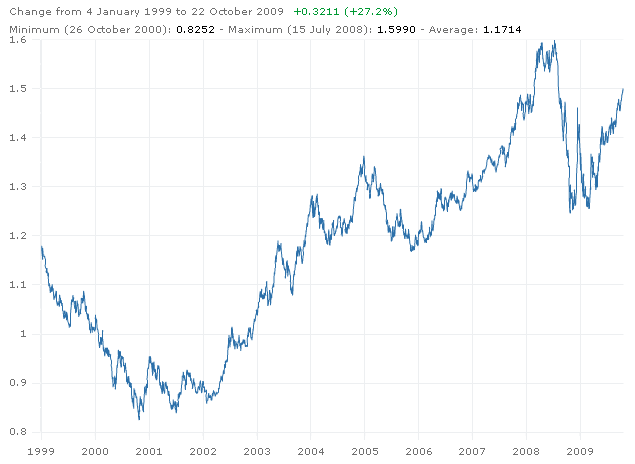
Variazione del tasso di cambio Euro-
Dollaro da gennaio 1999 a ottobre 2009.

- 15 luglio 2002: l'euro ritrova la parità con il dollaro per la prima volta dopo il 23 febbraio 2000
- 28 dicembre 2004: 1 EUR = 1,3633 USD
- 2 gennaio 2006: 1 EUR = 1,18210 USD
- 20 settembre 2007: 1 EUR = 1,4051 USD
- 31 ottobre 2007: 1 EUR = 1,4504 USD
- 27 novembre 2007: 1 EUR = 1,4874 USD
- 23 aprile 2008: 1 EUR = 1,5940 USD
- 27 maggio 2008: 1 EUR = 1,5760 USD
- 30 giugno 2008: 1 EUR = 1,5818 USD
- 15 luglio 2008: 1 EUR = 1,6038 USD (più alto tasso di cambio dal 4 gennaio 1999 al 18 dicembre 2008. Il tasso di chiusura era di 1 EUR = 1,5990 USD)
- 11 settembre 2008: 1 EUR = 1,3934 USD
- 22 ottobre 2008: 1 EUR = 1,3184 USD
- 24 ottobre 2008: 1 EUR = 1,2530 USD (più basso tasso di cambio dal novembre 2006)
- 18 dicembre 2008: 1 EUR = 1,4659 USD
- 13 febbraio 2009: 1 EUR = 1,2823 USD
- 15 maggio 2009: 1 EUR = 1,3518 USD
- 9 giugno 2009: 1 EUR = 1,4063 USD
- 27 agosto 2009: 1 EUR = 1,4345 USD
- 16 settembre 2009: 1 EUR = 1,4690 USD
- 3 dicembre 2009: 1 EUR = 1,5120 USD (più alto tasso di cambio dal 1º gennaio 2009)
- 3 febbraio 2010: 1 EUR = 1,3726 USD (in piena crisi greca)
- 6 maggio 2010: 1 EUR = 1,2612 USD (in piena crisi greca)
- 25 maggio 2010: 1 EUR = 1,2223 USD (più basso tasso di cambio da novembre 2006) (in piena crisi greca)
- 2 luglio 2010: 1 EUR = 1,2576 USD (in piena crisi greca)
- 16 luglio 2010: 1 EUR = 1,2998 USD (in piena crisi greca)
- 22 settembre 2010: 1 EUR = 1,3411 USD (in piena crisi greca)
- 7 novembre 2010: 1 EUR = 1,4044 USD
- 1 gennaio 2011: 1 EUR = 1,3387 USD
- 5 marzo 2011: 1 EUR = 1,3985 USD
- 4 maggio 2011: 1 EUR = 1,4882 USD
- 23 settembre 2011: 1 EUR = 1,3430 USD
- 31 dicembre 2011: 1 EUR = 1,2939 USD
- 25 agosto 2012: 1 EUR = 1,2507 USD
- 9 marzo 2015: 1 EUR = 1,0853 USD[6]
- 10 marzo 2015 1 EUR = 1,0755 USD (1,0735 USD alle ore 11.45)
- 31 luglio 2015 1€ = $1,09670[7]
- 19 marzo 2017: 1€ = $1,07535 dollari statunitensi
- 16 agosto 2017: 1€ = 1,1711 USD
- 27 novembre 2017: 1€ = 1,1930 USD
- 12 luglio 2022: 1€ = 1 USD
- 11 luglio 2023: 1€ = 1,1017 USD
- 26 luglio 2025: 1€ = 1,1742 USD

## Evoluzione
I tassi di cambio dell'EUR/USD si modificano
liberamente in un regime di
cambi flessibili, seguendo l'offerta e la
domanda sul mercato interbancario, dal
momento che le due banche centrali,
ovvero la Federal Reserve e la Banca centrale europea, intervengono solo
molto raramente per modificare
l'evoluzione dei cambi.
È la coppia di valute di maggiore utilizzo
nel mercato spot, infatti è presente nel
33% delle transazioni con il dollaro. Così, nell'aprile del 2007, si scambiavano
sul mercato spot in media 265 miliardi
di dollari al giorno, solo per la coppia
EUR/USD e, nel complesso, l'euro viene
maggiormente utilizzato nelle operazioni
transfrontaliere rispetto alle valute che
ha sostituito..
Le variazioni sono abbastanza difficili
da interpretare in assenza di uno standard
monetario mondiale che funga da
riferimento o da perno. Per esempio, un aumento del valore di
questa coppia valutaria può esprimere
tanto un apprezzamento dell'euro, quanto
un deprezzamento del dollaro. Così, l'apprezzamento dell'euro negli
anni 2003-2008 è in gran misura dovuto
al crollo del dollaro nello stesso periodo,
dal momento che Alan Greenspan aveva
spalancato le porte alla creazione monetaria all'inizio di questo decennio.